# Don't Look Back in Anger
Don't Look Back in Anger is een nummer van de Engelse rockband Oasis, uitgegeven in 1996 en de 4de single van het succesalbum (What's the Story) Morning Glory?. Het nummer is geschreven door de songwriter en gitarist van de band Noel Gallagher in Groot-Brittannië. Het is ook de eerste single die Noel zingt en niet leadzanger en broer van de schrijver Liam Gallagher.
Algemeen bekend is dat de schrijver ontgoocheld was dat hij de hit Wonderwall niet mocht inzingen. Ter compensatie stemde de band in Noel de volgende single in te laten zingen. Over de inspiratie die tot het nummer heeft geleid zijn verschillende versies. De meest aanneembare is dat Noel Gallagher het liedje schreef toen hij voor een akoestische sessie een soundcheck deed.

## NPO Radio 2 Top 2000
| Nummer met noteringen in de NPO Radio 2 Top 2000 | '09  | '10 | '11 | '12 | '13 | '14 | '15 | '16 | '17 | '18 | '19 | '20 | '21 | '22 | '23 | '24 |
| ------------------------------------------------ | ---- | --- | --- | --- | --- | --- | --- | --- | --- | --- | --- | --- | --- | --- | --- | --- |
| Don't Look Back in Anger                         | 1928 | -   | 470 | 381 | 316 | 390 | 336 | 257 | 115 | 121 | 142 | 151 | 127 | 141 | 139 | 120 |

1. ↑  Een '-' betekent dat het nummer niet was genoteerd en een vetgedrukt getal geeft de hoogste notering aan.
2. ↑  2009 was het eerste jaar met een notering voor dit nummer.

## Trivia
- Darter Joe Cullen gebruikt het nummer als opkomstmuziek.